# Ptochophyle nasuta
Ptochophyle nasuta är en fjärilsart som beskrevs av Louis Beethoven Prout 1934. Ptochophyle nasuta ingår i släktet Ptochophyle och familjen mätare. Inga underarter finns listade.